# Аделберт фон Шамисо
Àделберт фон Шамѝсо (на немски: Adelbert von Chamisso) е немското име на Луи Шарл Аделаид де Шамисо, роден във френския замък Бонкур.

## Биография
През време на Терора родителите на Шамисо – заможни шампански аристократи – побягват от Франция и през Холандия се установяват в Германия. В Берлин младият Шамисо става паж на пруската кралица, а след това – в съответствие с фамилната традиция – поема военно поприще. Но отблъснат от порядките в пруската армия, той се вдълбочава във философията и поезията, усвоява немската литература и култура, а по-късно се посвещава на естествените науки. Дълго странства из Швейцария заедно с Мадам дьо Стал. През 1815 г. като ботаник Шамисо взима участие в околосветското пътуване на руска полярна експедиция с кораба „Рюрик“ – картографира големи райони от крайбрежието на Аляска, изучава нейната флора и описва бита на ескимосите и алеутите. През 1818 г. се завръща в Берлин, назначен е в ботаническата градина и става член на Академията за наука в града. Най-значимото си научно произведение, описание на най-срещаните дървета в Мексико (1830 – 1831), пише в съавторство с ботаника Дидерих фон Шлехтендал.

## Творчество
Сюжетите, които Шамисо избира са обикновено мрачни. Дори и в най-веселите и лековати негови произведения винаги присъстват тъгата или сатирата. Чувствата като любов и омраза заемат особено място в неговото творчество.
Противно на аристократическия произход на Шамисо поезията му е пропита от буржоазно-либерални настроения, характерни за късния немски романтизъм. В баладите и сатирите си той често използва грубоватата стилистика на френската и немската народна песен. Шамисо превежда на немски политическата поезия на Пиер Беранже. Световна слава му донася повестта „Чудната история на Петер Шлемил“ (1814), където в стила на Е.Т.А. Хофман е описан човек, продал сянката си за пари.
Събраните съчинения на Шамисо са публикувани в 6 тома през 1836 г.

## Признание
Хайнрих Хайне казва за Шамисо: „Този своеобразен и най-значителен съвременен поет много повече принадлежи на млада, отколкото на стара Германия.“ Стиховете на Шамисо са дали текста на много песни, композирани от Роберт Шуман.
Днес престижната награда „Аделберт фон Шамисо“ учредена през 1985 г. от Фондация Роберт Бош се присъжда от Баварската академия за изящни изкуства, за творчеството на писатели на немски, за които немският не е роден език. От 1985 г. 45 автори от 20 различни страни са отличени с тази награда.
Канон
Ето скръбта на тежките дни!

Ето тежките дни на скръбта!

Ето тежката скръб на дните!

Ето дните на тежката скръб!

1813 